# Сивысь-Ях
Сивыс-Ях (в переводе с хантыйского «Младшая сестра») — посёлок в Нефтеюганском районе Ханты-Мансийского АО. Расстояние до Нефтеюганска — 169 км.

## История
Основан в 1969 году в связи со строительством нефтепровода Усть-Балык—Омск.
23 октября 1970 года произведён пуск нефтеперекачивающей станции № 1.
1 декабря 1970 года население составляло 88 человек.
В 1972 году образовался Салымский сельский Совет народных депутатов, куда вошли: Сивысь-Ях, Салым, Куть-Ях и КС-6.
В 1974 году построены детский сад и клуб.
24 марта 1978 году решением исполкома Тюменского областного совета народных депутатов № 117 посёлок Сивысь-Ях зарегистрирован как вновь образованный населённый пункт на территории ХМАО.
В 1979 году построена первая начальная школа.
В 2000 году построена новая школа, после чего старая стала сельской библиотекой.

## Население
Численность населения по состоянию на 01.01.2008г
| № | состав населения                                            | кол-во жителей (чел.) |
| - | ----------------------------------------------------------- | --------------------- |
| 1 | дошкольного возраста (до семи лет)                          | 30                    |
| 2 | школьники (от семи до семнадцати лет)                       | 30                    |
| 3 | молодежь (до тридцати лет)                                  | 97                    |
| 4 | среднего возраста (от тридцати лет до пенсионного возраста) | 278                   |
| 5 | пенсионного возраста                                        | 60                    |
| 6 | Численность населения всего:                                | 495                   |

## Спорт
В посёлке есть спортзал «Прометей», на ремонт которого в 2004 году по решению думы Нефтеюганского района было выделено 1 887 тыс. рублей. В 1990-е годы в Сивысь-Ях приезжала московская команда по мини-футболу «Спартак» по плану спортивного мероприятия Нефтеюганского района «Футбол без границ».